# 社会党 (アルゼンチン)
アルゼンチン社会党（あるぜんちんしゃかいとう、西: Partido Socialista, 略称：PS、以下「社会党」）は、1896年6月28日にアルゼンチンで結成された社会主義政党(旧社会党)の流れを汲む社会民主主義政党である。本部所在地はアルゼンチンの首都・ブエノスアイレス。現党首はエルメス・ビンナー(元サンタフェ州知事・医師)。

## 概要
長らく左右両派(後述)に分裂していたが、2002年の再統一以降は社会民主主義・中道左派を標榜し、学生組織「国民改革運動」を傘下に置く他、「社会主義インターナショナル」・「進歩同盟」・「COPPPAL」(ラテンアメリカ及びカリブ海地域の諸政党による常設会議)・「サンパウロフォーラム」(キューバ共産党を含むラテンアメリカ及びカリブ海地域の社会主義/社会民主主義諸政党の協力機構)などに加盟している。

## 結党と分裂、そして再統一
社会主義的な思想を共有する欧州系移民(主にドイツ・南ヨーロッパの出身者)らによって19世紀終盤に結成された「労働党社会主義派ブエノスアイレス支部」(Agrupacion Socialista, Partido Obrero, Seccion Buenos Aires)を起源とする。黎明期に輩出した著名人としては、中南米初の左派系代議士であるアルフレッド・パラシオスの他、カール・マルクスの著書「資本論」を初めてスペイン語に翻訳したフアン・フストなどが挙げられる。
当初「アルゼンチン社会主義労働者党」(PSDA)を名乗っていたが、20世紀初頭より現在の党名と同じ「(旧)社会党」(PS)を用いるようになる。他国の社会主義勢力同様、結党以来恒常的な路線対立に悩まされ、党の分裂や改称が繰り返される。1917年のロシア革命(十月革命)でソビエト連邦(ソ連)が発足すると、その流れに連動する形でビクトリオ・コドビーリャら党内の極左グループが分派、翌1918年には「アルゼンチン共産党」が結成される。
第二次世界大戦終結以降、アルゼンチンでは経済政策の相次ぐ失敗で政情が極度に不安定化し、軍事クーデターが続発した。軍事政権が長期化する中、所謂「汚い戦争」(1976 - 1983)に代表される軍政下の言論弾圧では、特に社会主義を標榜する勢力が多大な犠牲を強いられる事となる。
後に政界の勢力図を二分する正義党(PJ)と急進市民連合(UCR)の台頭なども重なり、旧社会党の存在感は著しく後退。1958年には左派色の強い「(旧)社会人民党」(PSP)と反ペロン主義を掲げる右派の「(旧)社会民主党」(PSD)に分裂する( - 2002)。
パラシオ下院議員(既述)の死去(1965年)以降、現職の国会議員が一人もいない状態が続いていたが、1987年に旧PSP(左派)の下院議員候補ギジェルモ・ボエロがサンタフェ州ロサリオ市(州都)選挙区で当選を果してからは状況が徐々に好転する。(現)社会党の全国政党としての本部は首都ブエノスアイレスに置かれているものの、現党首のビンナーを筆頭に、現職政治家の大半はこの地域から選出されている為、サンタフェ州(特に州都ロサリオ市)が事実上の地盤となっている。
1995年の大統領選挙では、左右両社会党が共同で穏健左派系勢力による政党連合「国家連帯戦線」(FREPASO)に参加。FREPASOの統一候補は与党正義党系の現職候補(当時のカルロス・メネム大統領)に次ぐ29％の得票を得るなど躍進した。
1997年、FREPASOとUCR(1989年の政権党陥落以降党勢の低迷に苦しんでいた)は「労働と正義、教育の為の連合」(ALIANZA)を結成し、野党勢力の結集を図った。1999年の大統領選挙では同連合の統一候補であるフェルナンド・デ・ラ・ルア(UCR出身)が正義党系の候補を破り、大統領に当選。両社会党は共に旧社会党の結成(1896年)以来初の与党入りを果たす。しかし、ルア政権発足後は主流派となったUCRとの路線対立を克服できず、最終的に両社会党は同政権からの離脱を決断する。
政党連合への共同参加などを機に、左右両派間の関係が大きく改善した事を受け、両社会党は44年ぶりの再統一を実現(2002年)。新党の名称は分裂前と同じ「社会党」(PS)に決定した。

## 現状
党員数全国第4位。国会で現在保有中の議席は、社会党単独では1/72(上院)＋8/257(下院)＝9/329(両院合算)と少ないが、2011年の大統領では統一候補を擁立し、野党第1党(UCR主流派)系の候補を大幅に上回る第2位の得票を獲得した社会党系の政党連合「拡大進歩戦線」(FAP)全体での保有議席は6/72(上院第4党)＋14/257(下院第5党)＝20/329(両院合算で第5位の会派)に達している。
キルチネル体制(2003年 - )の発足と保守系議員の大量離党(2010年)で左傾化した正義党との意思疎通が親米的な自由主義勢力が有力だった時代(旧メネム政権期)に比べ図り易くなった事もあり、野党としての立場は堅持しながらも、政権側から提示された案には是々非々の立場で応じている。
UCR全体との協力関係は同党の与党陥落前後より途切れているが、共に社会民主主義的な政策の実現を主張するなど共通点が多い為、2007年の大統領選挙で擁立した統一候補が24％の得票を獲得した政党連合「市民連立」(CC=社会党＋UCR系の分派)や2013年に両党から離反したメンバーらによって結成された会派「統一」(UNEN)のように、部分的な離合集散は現在も続いている。